# Neustadt-Dürkheimer Eisenbahn-Gesellschaft
Die Neustadt-Dürkheimer Eisenbahn-Gesellschaft (NDE) wurde als dritte der pfälzischen Privatbahngesellschaften am 22. Oktober 1862 gegründet für den Bau der Strecke Neustadt a./Haardt-Dürkheim.

## Geschichte
Im Jahre 1860 bewarb sich ein lokales Komitee aus den pfälzischen Kleinstädten Deidesheim und Dürkheim um die Konzession für eine Eisenbahn mit der Streckenführung Neustadt a./Haardt-Dürkheim-Frankenthal. Man erwartete insbesondere für die Fabriken im Dürkheimer Tal Verbesserungen. Außerdem verwies man auf die Tatsache, dass der Wein aus der Region Oberhaardt größtenteils über Mainz verschifft wurde. Wegen eines Zollabkommens der Rheinanlieger wurde die Verladung an diesem Platz mit hohen Abgaben belastet. Dies wollte man über die Zwischenstation Frankenthal – wo keine Zollabgaben anfielen – umgehen.
Durch diese Streckenführung trat man aber in direkte Konkurrenz zur Ludwigsbahn und befürchtete zu Recht Schwierigkeiten. So bot man der Ludwigsbahn an, sie möge doch die Strecke auf ihre Rechnung bauen, so wie es ihre Konzession ja auch zulasse. Die Ludwigsbahn lehnte dieses Ansinnen allerdings ab. Am 25. Januar 1862 kam schließlich eine Übereinkunft zustande, welche auf eine reine Lokalbahn zwischen Neustadt und Dürkheim abgestellt war. Die Konzession wurde am 28. August 1862 erteilt, die neue Gesellschaft am 22. Oktober 1862 gegründet.
Die Geschäfts- und Betriebsführung der Gesellschaft wurde von Beginn an der Pfälzischen Ludwigsbahn-Gesellschaft übertragen, mit der man auch eng zusammenarbeitete.

## Der Streckenbau
Wegen Planungsproblemen – die Lage des Bahnhofs Wachenheim betreffend – und solchen mit der Landbeschaffung verzögerte sich der Bahnbau bis 1863. Das zuständige Sekltionsbüro wurde in Deidesheim eingerichtet. Sein Leiter war der Bezirksingenieur J. König. Im Gegensatz zu allen anderen bis dato geplanten oder errichteten Strecken der Pfälzischen Eisenbahngesellschaften wurde diese Strecke von Beginn an als einspurige Lokalbahn geplant. Im September 1863 liefen die Arbeiten zum Bau der Strecke an. Das hügelige Gelände verursachte Erdbewegungen von über einer halben Million Kubikmeter und 62 Kunstbauten für die 13,6 Kilometer lange Strecke von Dürkheim nach Neustadt an der Haardt (seit 1935 Neustadt an der Weinstraße). Sie konnte schließlich am 6. Mai 1865 eröffnet werden, brachte aber nicht die erwarteten Erträge.

## Die Fusion
Als sich die drei großen pfälzischen Eisenbahngesellschaften am 1. Januar 1870 zu den Pfälzischen Eisenbahnen vereinigten, übernahm die Gesellschaft der Pfälzischen Nordbahnen vorab das Aktienkapital der N.D.E. und diese ging in der Gesellschaft auf. Dabei erhielten die Aktionäre der N.D.E. für ihre Aktien solche der Pfälzischen Nordbahnen gleichen Werts. Die Pfälzische Nordbahn baute dann auch 1873 eine Fortsetzung der Strecke von Dürkheim nach Grünstadt mit Anschluss an die Preussisch-Hessischen Staatsbahnen.